# Marie Under
Marie Under   (Tallinn, 27 de març de 1883 - Estocolm, 25 de setembre de 1980) fou una poetessa estoniana, i una de les figures més importants en la literatura d'aquest país. Va estar nominada fins a vuit ocasions al Premi Nobel de Literatura.

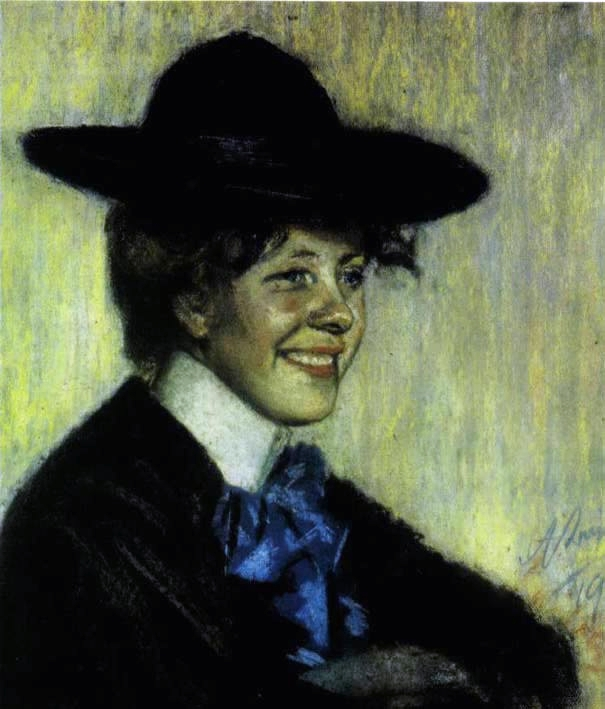
Retrat de Marie Under fet per Ants Laikmaa el 1904

El 1917 fou cofundadora del grup literari “Siuru”; i el 1922 va ser, també, una de les fundadores de la Unió d'Escriptors Estonians. Va publicar el recull de poemes Sonetid (‘Sonets', 1917), Haal varjust (‘Veus de l'ombra’, 1927), Kiri sudamelt (‘Una pedra treta del cor’, 1935) i Onnevarjutus (‘Eclipsi de la sort’, 1929). La seva obra evoluciona cap a l'expressionisme i l'existencialisme, i recull un lament pel tràgic destí del seu país.
Arran de la invasió soviètica d'Estònia el 1944, la seva família va fugir a Suècia i va passar un any en un camp de refugiats. Finalment, es van traslladar a Estocolm, on van viure fins a la seva mort. Les seves restes van ser traslladades a Estònia el 2015.